# Stammliste der Billunger

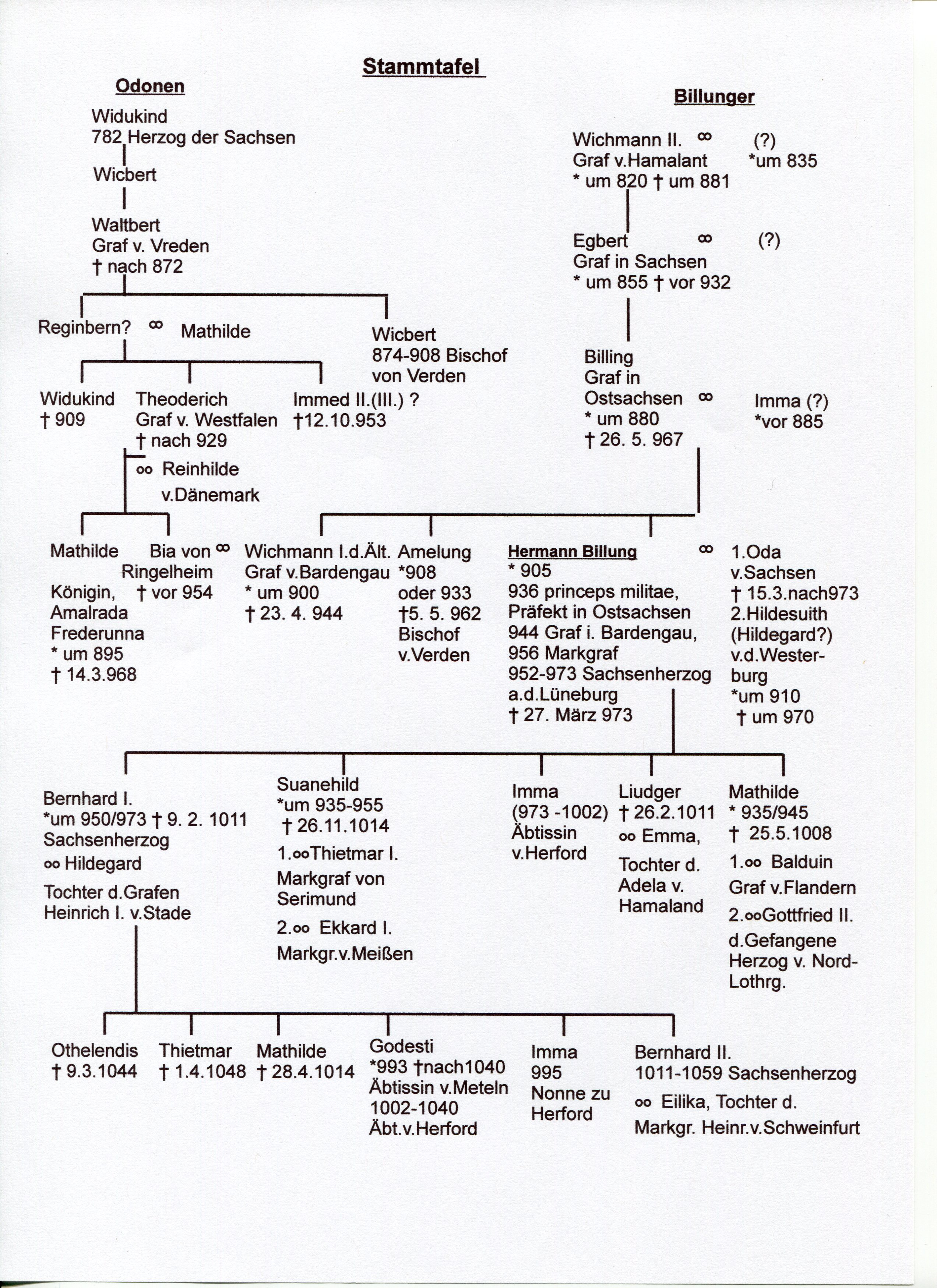
Stammtafel der Billunger nach Alfred Keseberg; fälschlicherweise ist der Stammvater Billung mit dem Grafen Billing gleichgesetzt, sowie Hildegard als Gemahlin Hermanns und Imma als Tochter Hermanns angegeben

Die Stammliste der Billunger enthält die greifbaren Mitglieder des sächsischen Adelsgeschlechts der Billunger, das seit dem 9. Jahrhundert mehrere Grafschaften im Stammesherzogtum Sachsen beherrschte. Von 961 bis 1106 waren die Billunger außerdem selbst Herzöge von Sachsen. Die Mitglieder der ersten fünf Generationen sind kaum fassbar und werden nur wenig erwähnt. Ab den drei Brüdern Wichmann, Amelung und Hermann beginnt die zum größten Teil gesicherte Stammreihe der Billunger.

## Stammliste der Billunger

### Wichmannische Linie
1. Wichmann I. (* um 790; † vor 855), Graf, erstmals 811 als Wychmannus comes erwähnt,[1] 825 erneut im Wetigau genannt[2]
  1. Wichmann II. (* um 820; † um 881), 855–881 Graf im Hamaland (Zuordnung unsicher, siehe Die Grafen von Hamaland), ⚭ N.N. (* um 830), Tochter von Amelung II. (* um 810; † nach 837), 837 Graf
    1. Ekbert (auch Egbert, * um 855; † 7. Februar vor 932),[3] 889 Graf im Wetigau,[4] erhielt 892 in zwei Schenkungen 66 Königshufen[2]
      1. Billung (* um 880; † 26. Mai nach 912), Graf[5]
        1. Wichmann I. der Ältere (* um 900; † 23. April 944),[6] Graf im Bardengau, Graf in Wigmodien,[7] ⚭ Bia (* um 895; † 25. Mai um 954), Schwester von Königin Mathilde,[7] Tochter von Dietrich († nach 929), genannt von Ringelheim, Graf in Westfalen
          1. Wichmann II. der Jüngere (* um 930; † 22. September 967 gefallen),[7][8] Graf in vielen Gauen in Engern,[7] 953 bezeugt, ⚭ Hathwig (Hadwig)
            1. Amelung
            2. Imma, Äbtissin von Kemnade
            3. Frideruna († 3. Februar 1025), Äbtissin von Kemnade

          2. Bruno (* um 930; † wohl 26. Januar oder 14. Februar 976),[9] vor 942 Mönch zu Corvey, als Brun I. Bischof von Verden 962–976, Stifter des Klosters Oldenstadt[10]
          3. Ekbert der Einäugige (* um 932; † 4. April 994), 953 bezeugt, Graf im Amber- und Derlingau,[7] Graf im Hastfalagau,[11] Vogt des Bistums Münster,[7] Herr der Alaburg
            1. Wichmann III. (* um 955/60;[12] † ermordet am 9. Oktober 1016 bei Burg Upladen, ▭ Vreden),[13][14] 989 bezeugt, 1001/1009 Graf in Königsdahlum,[14] Graf im Raum Goslar, Graf im Padergau und Wehsigau, 993 Vogt von Vreden und Metelen, 999 Vogt von Borghorst, Graf im Hamaland und Düffelgau,[7] ⚭ Reinmod/Reinmed († 18. Mai), Tochter des Präfekten Gottfried, Graf im Hattuariergau[14][7]
              1. Frederuna
              2. Sohn (Wichmann IV. oder Gottfried), 1016 unter Vormundschaft des Herzogs Bernhard II.[12]

            2. Ekbert (* um 980; † nach 1013), 1013 Graf im Derlingau[15]
            3. Amelung (* um 985; † 1031), 1015 Vogt von Paderborn[15][7]

          4. Hadwig (* um 939; † 4. Juli 1014), 959–1014 Äbtissin von Gernrode,[16] ⚭ 952 Siegfried (* um 932; † 25 Jun. 959), Sohn von Gero I. (* um 900; † 20. Mai 965 in Gernrode), 939–965 Markgraf der sächsischen Ostmark

        2. Amelung (* um 908; † 5. Mai 962 in Verden),[17] 933–962 Bischof von Verden, gründet vor 956 mit Bruder Hermann das St. Michaeliskloster in Lüneburg[7]
        3. Hermann (* um 912; † 27. März 973 in Quedlinburg,[18] ▭ im St. Michaeliskloster, Lüneburg[14]), 936 princeps militae, 940 Graf im Wetigau, 944 Graf im Bardengau, 953, 961 und 966 procurator regis in Sachsen, 956 Markgraf,[19] 965 Graf im Marstemgau und Tilithigau, 961–973 Herzog von Sachsen,[14] gründet vor 956 mit Bruder Amelung das St. Michaeliskloster in Lüneburg, ⚭ Oda († 15. März),[14]
          1. Mathilde (* um 935 oder 945; † 25. Mai 1008 in Gent, ▭ in der Abtei St. Peter, Gent), I. ⚭ 961 Balduin III. (* um 935/940; † 1. Januar 962), 954–962 Graf von Flandern und Boulogne, Sohn von Arnulf I. (* um 885/890; † 27. März 964), 918–964 Graf von Flandern,[18] II. ⚭ 963 Gottfried (* 935/940; † 3. September 998), 959 Graf des Bidgau und 960 Graf des Methingau, 960/965–998 Graf von Verdun, 973–998 Graf im Hennegau (Wigeriche), Sohn von Gozelo (* um 914; † 19. Oktober 942), Graf im Ardennengau[18]
          2. Schwanhilde (auch Suanehild,[18] * um 945/955; † 16. November 1014, ▭ im Kloster Jena, nach 1028 in die Georgskirche von Naumburg umgebettet), I. ⚭ Thietmar I. (* um 920; † zwischen 10. Mai und 14. Juli 978), 944 Graf im Schwabengau, 970 Graf im Gau Serimunt, 976–978 Markgraf von Meißen und Merseburg, Sohn von Christian († 15. Juni 950), 945 Markgraf Gau Serimunt,[18] II. ⚭ vor 1000 Ekkehard I. (* um 960; † 30. April 1002 in der Pfalz Pöhlde), 985–1002 Markgraf von Meißen, Herzog von Thüringen, Sohn von Gunther (* vor 949; † 13. Juli 982 bei Crotone), 981–982 Markgraf von Meißen[18]
          3. Bernhard I. (auch Benno, * um 950; † 7. Februar 1011 in Corvey an der Pest,[20] ▭ im St. Michaelkloster, Lüneburg[14]), 973–1011 Herzog von Sachsen,[14] ⚭ um 980 Hildegard (* um 974 oder 977; † 3. Oktober 1011 an der Pest, ▭ im St. Michaelkloster, Lüneburg), Erbin von Haden (Anteil),[21] Tochter von Heinrich I. der Kahle († am 9. oder 10. Mai 975 oder 976), Graf im Heilangau, 967–976 Graf von Stade (Udonen), Sohn von Lothar II. († 5. September 929 in der Schlacht bei Lenzen), Graf[14]
            1. Hermann (* um 980; † jung)
            2. Godesdiu (auch Gedesti, * um 980, † 30. Juni nach 1040), wohl 993 Äbtissin von Metelen, 1002–1040 Äbtissin von Herford,[20] Gründerin des Stifts auf dem Berge
            3. Imma (* um 982; † 1040), 995 Nonne im Stift Herford, 1002–1040 Äbtissin von Herford
            4. Bernhard II. (* um 984; † 29. Juni 1059, ▭ im St. Michaelkloster, Lüneburg), 1011–1059 Herzog von Sachsen,[22] ⚭ um 1020 Eilika (* um 1000; † 10. Dezember nach 1055/1056), Tochter von Heinrich (* vor 980; † 18. September 1017), Markgraf von Schweinfurt[22]
              1. Ordulf (auch Otto, * um 1025; † 28. März 1072, ▭ im St. Michaelkloster, Lüneburg), 1059–1072 Herzog von Sachsen,[23] I. ⚭ November 1042 in Schleswig Wulfhild († 24. Mai 1071), Tochter von Olav II. (* 995; † 29. Juli 1030 in der Schlacht von Stiklestad), 1015–1028 König von Norwegen[23], II. ⚭ 1071 Gertrud († 21. Februar 1116), 1076 in Mainz gefangen gesetzt, Tochter von Konrad, Graf von Haldensleben,[23] Witwe des Grafen Friedrich von Formbach und damit Mutter von Hedwig, Gemahlin von Gebhard von Supplinburg
                1. I) Magnus (* um 1045; † 23. August 1106 auf der Ertheneburg, ▭ im St. Michaelkloster, Lüneburg), 1072–1106 Herzog von Sachsen,[24] ⚭ 1070/71 Sophia (* um 1050; † 18. Juni 1095), Tochter Béla I. (* um 1015/20; † 1063), 1048–1060 Herzog von Nitra, 1060–1063 König von Ungarn,[24] Witwe von Ulrich I. († 6. März 1070), 1045/60–1070 Markgraf von Istrien, 1050/58–1070 Markgraf von Krain, 1067–1070 Graf von Weimar-Orlamünde[24]
                  1. Wulfhild († 29. Dezember 1126 in Altdorf, ▭ in Weingarten),[24] ⚭ Zwischen 1095 und 1100 Heinrich IX. der Schwarze (* 1075; † 13. Dezember 1126 in Ravensburg), 1120 Herzog von Bayern,[24] Sohn von Welf IV. (* um 1030/1040; † am 8. oder 9. November 1101), 1070–1077 und 1096–110 Herzog von Bayern
                  2. Eilika (* um 1081; † 16. Januar 1142),[24] ⚭ um 1094 Otto der Reiche (* um 1070; † 9. Februar 1123), Graf von Ballenstedt, 1112 Herzog von Sachsen,[24] Sohn von Adalbert II. (* um 1030; † um 1080), Graf von Ballenstedt

                2. II) Bernhard (* um 1072; † nach Sturz vom Pferd an einem 15. Juli in Lüneburg)

              2. Hermann (* um 1028; † 31. Mai 1086) 1059–1086 Graf in Sachsen,[22] unverheiratet
              3. Gertrud (* um 1030 in Schweinfurt; † 4. August 1113 in Veurne),[22] Regentin von Holland 1061–1063, I. ⚭ 1050 Florens I. (* um 1020; † 18. Juni 1061), 1049–1061 Graf von Holland,[22] Sohn von Dietrich III. der Jerusalemer († 27. Mai 1039), 993–1039 Graf von Holland,[25] II. ⚭ 1063 Robert I. der Friese (* um 1033; † 12. oder 13. Oktober 1093), 1071–1093 Graf von Flandern,[22] Sohn von Balduin VI. der Gute (* 1030; † 17. Juli 1070), 1067–1070 Graf von Flandern, 1051–1070 Graf von Hennegau[25]
              4. Ida (* um 1032; † 31. Juli 1101), Erbin von Laroche, I. ⚭ nach 1049 Friedrich II. (* um 1005; † 28. August 1065), 1046–1065 Herzog von Niederlothringen,[26] Sohn von Friedrich I. (* um 965; † 6. Oktober 1019), 1004–1019 Graf im Moselgau, 992–1019 Graf von Gleiberg, II. ⚭ 1065/66 Albert III. (* um 1020; † 22. Juni 1102) 1063/64–1102 Graf von Namur, Vogt von Saint-Aubin, Stablo und Malmedy, Sohn von Albert II. († um 1063), 1018/31–1063/64 Graf von Namur
              5. Hedwig (auch Hadwig, * um 1035, † 17. Juli um 1112),[27] ⚭ Engelbert I. (* um 1030; † 1. April 1096), Graf von Spanheim, 1090–1096 Markgraf von Istrien, 1065–1091 Graf im Pustertal, 1065–1096 Graf im Lavanttal, Sohn von Siegfried (* spätestens um 1010/15 auf der Burg Sponheim; † 7. Februar 1065 in Bulgarien), 1045–1046 Markgraf der Ungarnmark, 1044–1065 Graf von Sponheim, 1045–1065 Graf im Pustertal und Lavanttal[27]

            5. Thietmar (* um 985; † im Zweikampf am 30. September oder 1. Oktober 1048 in Pöhlde),[22] Graf bei Brüntorf, 1004 bezeugt
              1. Thietmar (* um 1020; † nach 1053)

            6. Mathilde (* um 987; † 28. April 1014 in Gernrode, ▭ im Stift Gernrode), Nonne im Stift Gernrode unter der ersten Äbtissin Hathui (Hadwig), neptis des Bischofs Thietmar von Merseburg
            7. Othelendis (* um 990; † 9. März 1044), ⚭ Dietrich III. der Jerusalemer († 27. Mai 1039), 993–1039 Graf von Holland

          4. Liudger (auch Liutger, * um 955; † 26. Februar 1011 an der Pest,[7] ▭ im St. Michaelkloster, Lüneburg[14]), 991 bezeugt, 1001–1011 Graf im Westfalengau,[14] Graf in Engern,[7] ⚭ Emma (* um 975/980; † 3. Dezember 1038 in Lesum, ▭ im Bremer Dom[14]), genannt Emma von Lesum/Stiepel, nach ihrem Tod als heilige verehrt, Tochter von Immed IV. (Immedinger)[14]
            1. Emma (* um 995; † nach 1047), 1024–1039 bezeugt
            2. Imad (auch Immed, * um 1000; † 3. Februar 1076 in Paderborn), 1051–1076 Bischof von Paderborn

  2. Hermann (* um 825; † nach 889), Graf, 860 genannt[2]